# Хосе Капулетті
Хосе Мануель Капулетті Лійо дель Посо (ісп. José Manuel Capuletti Lillo del Pozo; 21 березня 1925, Вальядолід — 28 вересня 1976, Ельтвіль-на-Рейні, Німеччина) — іспанський художник.
Художник-самоучка, на початку художньої діяльності працював, переважно, з акварельними малюнками та портретами. Його роботи характеризуються гарною композицією та впливом сюрреалізму. Був також автором декорацій та костюмів для балету.
До його головних робіт належать «Танець вологи» (Danza húmeda), «Трова» (Trova), «Картина та ескізи» (Cuadro y bocetos), а також портрети Артура Рубінштейна, Шарля Буає та герцогів Віндсора.